# Джорджи, Франческо
Франческо Джорджи (итал. Francesco Giorgi; род. 19 февраля 1970, Кальяри) — итальянский дзюдоист. Участник летних Олимпийских игр 1996 года.

## Биография
Франческо Джорджи родился 19 февраля 1970 года в итальянском городе Кальяри.
Выступал в соревнованиях по дзюдо за туринский «Сентро Джиннико». Дважды становился чемпионом Италии (1992, 1995), три раза — бронзовым призёром (1991, 1994, 1997). В 1990—1999 годах участвовал в международных соревнованиях.
В 1995 году выступал на чемпионате мира в Тибе, где поделил 5-е место в весовой категории до 65 кг. Трижды участвовал в чемпионатах Европы: в 1992 году в Париже и в 1995 году в Бирмингеме дошёл до 1/8 финала, в 1996 году в Гааге выбыл в 1/16 финала.
В 1996 году вошёл в состав сборной Италии на летних Олимпийских играх в Атланте. Выступал в весовой категории до 65 кг. Во втором раунде проиграл Мишелю Алмейде из Португалии и выбыл из борьбы.
В 1997 году стал бронзовым призёром клубного чемпионата Европы в Риме.
Неоднократно становился призёром международных турниров. В 1998 году выиграл открытый чемпионат Бельгии. Пять раз завоёвывал медали «Трофео Тарченто» — три раза серебряные (1991, 1993—1994), два раза бронзовые (1990, 1992). В 1996 году выиграл бронзу «Гран-при Читта ди Рома».